# Trond Kverno
Trond Hans Farner Kverno, född den 20 oktober 1945 i Oslo, är en norsk kompositör. 
Kverno fick sin utbildning i kyrkomusik, musikteori och kördirigering vid konservatoriet i Oslo. Han är välkänd för sina liturgiska kompositioner.
Kverno är även verksam som hjälpbiskop inom Christ Catholic Church International. Tidigare var han bland annat organist vid Svenska Margaretakyrkan i Oslo.